# Catch me who can

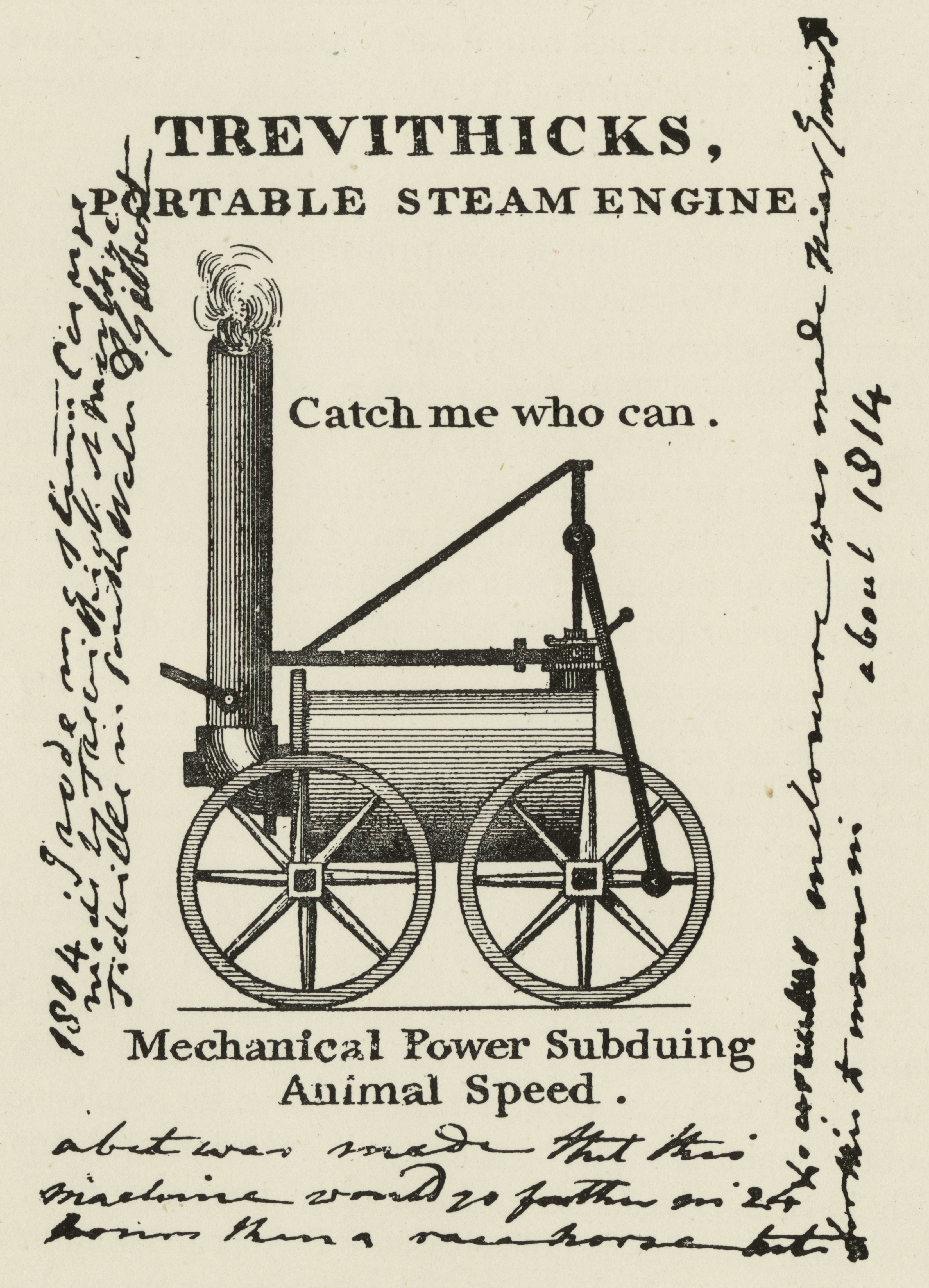
Die Catch me who can, abgebildet auf einer Eintrittskarte

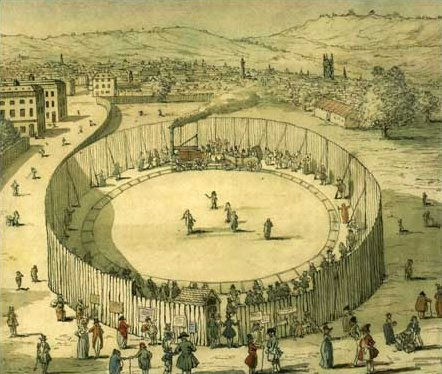
Trevithicks „Dampfzirkus“

Catch me who can (engl. für ‚Fang mich, wer kann‘) war der Name der vierten von Richard Trevithick gebauten Dampflokomotive und die erste kommerziell genutzte Lokomotive für den Passagierbetrieb. Das Fahrzeug wurde 1808 in der Hazeldine-Gießerei in Bridgnorth (Shropshire) gefertigt und wog acht Tonnen.
Die Lokomotive lief mit einer Höchstgeschwindigkeit von 19 km/h auf einer kleinen Kreisbahn auf dem Torrington Square in London, unweit des heutigen Bahnhofs Euston. Für einen Shilling konnte sich das Publikum in einen angehängten Wagen setzen und sich herumziehen lassen. Trevithick wollte beweisen, dass das Reisen per Bahn schneller sei als zu Pferd. Catch me who can war eher eine Zirkusattraktion als ein echtes Nahverkehrsmittel. 
Das Unternehmen musste nach nur zwei Monaten beendet werden, da die Lokomotive zu schwer für die relativ leicht zerbrechlichen gusseisernen Schienen war und das Publikumsinteresse bescheiden blieb.